# Iruma, Saitama
Iruma (入間市 Iruma-shi) là một thành phố thuộc tỉnh Saitama, Nhật Bản.